# Dia (illa)
Dia (grec Δία) és una petita illa grega situada a la costa nord de Creta, a uns 12 quilòmetres a l'oest de la ciutat d'Iràklio.
L'illa té uns 12 quilòmetres quadrats de superfície, fa uns 5 quilòmetres de llarg per 3 d'ample. L'elevació més alta de l'illa és de 268 metres.
A la Badia de Sant Jordi (Agios Georgios), al sud-est, l'oceanògraf Jacques-Yves Cousteau hi va descobrir un port d'època minoica.
Està deshabitada i és una reserva de la cabra salvatge de Creta o kri-kri. L'illa és una reserva natural i no es permet fer-hi nit, ni sortir dels camins i les àrees marcades, ni recollir restes ceràmiques.
Durant la temporada d'estiu hi obren una taverna, i hi ha petits vaixells des d'Iràklio que porten banyistes al matí i se'ls tornen a emportar la mateixa tarda.